# Hoplismenus passivus
Hoplismenus passivus är en stekelart som först beskrevs av Cresson 1874.  Hoplismenus passivus ingår i släktet Hoplismenus och familjen brokparasitsteklar. Inga underarter finns listade i Catalogue of Life.